# الحرجة لبخ (بني ضبيان)

تعديل مصدري - تعديل

الحرجة لبخ هي إحدى قرى عزلة بني ضبيان بمديرية بني ضبيان التابعة لمحافظة صنعاء، بلغ تعداد سكانها 160 نسمة حسب تعداد اليمن لعام 2004.